# 石狩丸 (初代)
石狩丸（いしかりまる）は、運輸省鉄道総局、ならびに日本国有鉄道が青函航路で運航した客載車両渡船で、後年旅客設備は撤去され、車両渡船として運航された。
太平洋戦争中の1945年（昭和20年）3月、運輸通信省鉄道総局が海軍艦政本部の承認を得て、博多と釜山を結ぶ博釜航路用の車両渡船として起工したが、早くも同年4月には、同航路への車両航送導入計画は頓挫し、以後青函航路用として工事は続けられ、未完成で終戦を迎えた。戦後も工事は続行されたが、当時の青函航路の深刻な旅客輸送力不足に対応すべく旅客設備が付加され、客載車両渡船として1946年（昭和21年）7月就航した。洞爺丸事件後、安全性確保のため、旅客設備は撤去され、車両渡船として1965年（昭和40年）9月まで運航された。
また、戦後1946年（昭和21年）7月、青函航路の貨車航送能力回復のため、運輸省鉄道総局がGHQの許可を得て、石狩丸の基本設計を引き継ぎながら、旅客設備のない車両渡船として建造したのが、十勝丸（とかちまる）と渡島丸（おしままる）であった。十勝丸は洞爺丸台風で沈没しながらも、浮揚後、修復、再就航し、1970年（昭和45年）3月、青函航路最後の石炭焚き蒸気タービン船として勇退した。これら3隻はいずれも三菱重工横浜造船所で建造された。
ここでは石狩丸のほか、十勝丸・渡島丸についても記述するが、これら3隻の船名は各船引退後も、同航路の改造船や新造船に引き継がれたため、これら3隻はいずれも初代となった。

## 石狩丸（初代）建造の経緯
長期化する日中戦争と太平洋戦争勃発による船腹不足は、満州（現在の中国東北部）方面から日本内地への農産物や鉱物資源の海上輸送を、朝鮮半島経由の鉄道輸送へと転移させ、これに連なる関釜航路でも、1940年（昭和15年）以降、貨物船2代目壱岐丸型2隻、客貨船天山丸型2隻を建造して増加する客貨に対応してきた。しかしこれら連絡船の隻数増加は下関鉄道岸壁の収容能力を超える勢いとなり、1943年（昭和18年）7月15日を以って、徳寿丸・昌慶丸の2隻の内地側発着港を下関から博多港中央埠頭東側に移し、博多と釜山を結ぶ博釜航路として開設した。博多は1942年（昭和17年）7月の関門トンネル 開通で既に本州の鉄道とつながっており、博釜航路は関釜航路の補完航路と位置付けられた。しかし、当時の関釜・博釜両航路の貨物輸送には一般型貨物船が使用され、荷役のため岸壁を長時間占有し、両航路の発着する釜山港をはじめ、他社航路の馬山港、麗水港、木浦港などの朝鮮半島南岸の主要港は、1945年（昭和20年）度には飽和状態になると予測された。一方、朝鮮総督府鉄道にはまだ輸送余力があったため、1944年（昭和19年）2月、運輸通信省 企画局は、この事態の打開策として、博釜航路への車両航送導入が最適であるとし、総トン数4,000トン、速力16ノットの車両渡船4隻の建造を海軍艦政本部へ要請した。
これに対し、青函航路へのW型戦時標準船投入にすら消極的であった海軍艦政本部は、これだけの大きさの車両渡船の建造は技術的にも相当困難があるうえ、航路長が青函航路の約2倍の115海里と長く、1日1往復運航となって荷役回数も1日2往復の青函連絡船の半分となり、車両航送導入による荷役時間短縮効果は半減すること。青函航路より敵襲の恐れが高く、高価な車両渡船は喪失時の損害が大きいこと。また両岸の鉄道の軌間差のため貨車の直通ができず、何れかの港での貨物積替え作業を要するうえ、山陽本線が関門トンネル開通後は九州炭輸送の海運から鉄道への著しい転移により既に飽和状態に近く、貨物が九州に滞留してしまう可能性があること、などを列挙し、そのうえ両港の陸上設備完成のめどが全く立っておらず、車両航送導入の利点は青函よりはるかに少ない、とし1944年（昭和19年）4月の戦時造船計画「改8線表」の1944年（昭和19年）度竣工予定承認については保留とした。
この検討過程で、輸送効率では、大型の方が有利とされたが、建造上の便宜が優先され、1944年（昭和19年）6月、海軍艦政本部提示の、青函航路への転用も可能なW型戦時標準船の派生形を採用する、という妥協案に落ち着き、3,000総トン級　4隻の建造が認められた。しかし、1944年（昭和19年）4月の、この「改8線表」は造船能力や資材供給能力を最大限に見積もって立案されたため、早くも同年6月には資材不足が問題となり、同年7月のサイパン陥落後の戦況の悪化もあって計画遂行はいよいよ困難となり、とりあえずこれらの実情に沿わせて 1944年（昭和19年）度下半期分のみ、1944年（昭和19年）9月に「改9線表」として改訂立案された。このときW型戦時標準船、第十一青函丸・第十二青函丸の2隻の竣工予定も1944年（昭和19年）度から1945年（昭和20年）度へ繰り下げられ、この博釜航路用車両渡船4隻も記載されなかったが、1944年（昭和19年）11月の「改10線表」で、1945年（昭和20年）度分として7隻の建造が記載された。

## 石狩丸（初代）の概要
当時建造中のW型戦時標準船のうち、同時期起工でボイラーが5缶へ増強された第十一青函丸・第十二青函丸とほぼ同じ設計を採用することで、早期着工と工期短縮を目指し、合わせて博釜航路で使用できない場合は青函航路への転用も可能な構造として建造された。

### 船体構造
W型戦時標準船の派生形ということで、垂線間長113.20m、型幅15.85m、型深さ6.80m、満載喫水5.00m、船体肋骨フレーム間隔68cmはW型戦時標準船と同じであったが、全長は10cm短い118.00mであった。
車両甲板の上はほぼ全面的に船橋楼甲板（1955年（昭和30年）建造の檜山丸（初代）以降の「船楼甲板」に相当）で覆われ、船橋楼甲板中央部にはW型戦時標準船同様3層の小規模な甲板室が設置された。その最上層の航海船橋には船体全幅からさらに両翼が舷外まで突出した全室の操舵室が設置され、2層目の遊歩甲板には船長室、機関長室、事務長室、無線通信室、高級船員食堂、高級船員浴室、トイレ・洗面所、その他高級船員居室などが配置されたが、2等運転士、2等機関士以下は相部屋であった。1層目の船橋楼甲板には甲板長室、操機長室、2段寝台大部屋の甲板部員室、同じく機関部員室、甲板部員食堂、機関部員食堂、厨房、トイレ・洗面所、浴室などが配置された。第四青函丸にあった車両甲板船首部中2階の部分甲板や車両甲板下第二甲板の船員居住区、「その他の者室」はW型戦時標準船同様廃止された。
車両甲板は船尾積卸し、船内軌道は船尾端で3線、中線はすぐ分岐して車両甲板の大部分で4線となり、左舷から船1番線〜4番線と順に付番するW型戦時標準船と同様の配線であった。車両格納所断面も船首部以外、W型戦時標準船と同一のため、車両限界の大きな大陸の車両は積載できず、船内軌道も狭軌とし、釜山で大陸の標準軌貨車と貨物の積替えをすることとした。
車両甲板下は船首側から順に、船首タンク、錨鎖庫、第1船艙、第2船艙、第3船艙（深水タンク）、ボイラー室、機械室、車軸室、操舵機室の9区画に区切られ、船底は新造時は全て単底であった。博釜は青函に比べ外海長距離航路のため、ボイラーは6缶へと増強された。W型戦時標準船も、同時期起工の第十一青函丸からは定時運航確保のため、ボイラーを4缶から5缶へと増強されており、このため、ボイラー室を第十青函丸までに比べ、後方へ約6m拡張し、後ろ隣の機械室はその分後方へ移動した隔壁配置となり、本船もほぼその配置のままボイラー6缶搭載となった。煙突は両舷振り分けで、片舷後ろ側2缶からの排煙用1本と片舷前側1缶からの1本の合計4本になったが、前側2本の煙突は後ろ側2本に比べ細いものであった。第六青函丸以降のW型戦時標準船同様過熱器は省略されており、タービンも第八青函丸以降と同様、右回り回転しかない単筒式の甲25型衝動タービンを使用、左右両軸とも船尾側から見て右回転での運航となった。さらに凌波性向上のため、車両甲板船首部幅を狭めて船首部フレアーを小さくした。このため、車両積載数ワム換算44両のW型戦時標準船に比べ、外側の船1番線と船4番線が約4m短くなり、この2線の車両積載数が1両ずつ減り、ワム換算42両となった。これがW型戦時標準船の博釜航路版で、博釜“HAKUHU”に因んで「H型戦時標準船」と呼ばれた。当初は船尾閉鎖装置の設置が計画されていたが、青函航路では必要ないとされ装備されなかった。

### 建造中の青函航路転用と終戦
当時浦賀船渠がW型戦時標準船の建造で余力がなかったため、三菱重工横浜造船所で建造されることになり、1945年（昭和20年）3月1日にH型第1船が起工された。しかし、早くも、同年4月の戦時造船計画「改12線表」で、博釜航路の陸上施設建設が資材不足と航路筋の海上状況悪化から中止となり、建造数も3隻に削減され、これらは北海道炭輸送で繁忙を極める青函航路へ転用されることになり、博釜航路での車両航送計画は消滅した。建造工事は遅れを重ね、同年8月15日の終戦時は船台上で建造中で、その後、一時工事中断の後、ほどなく再開され、翌1946年（昭和21年）3月15日、ようやく進水できた。従来このクラスの車両渡船は第○青函丸と命名されていたが、本船は北海道の旧国名から石狩丸と命名された。なお、H型第2船、第3船は終戦のため着工に至らなかったが、戦後1946年（昭和21年）になり、H型の基本設計を踏襲した平時型車両渡船2隻が着工され、これらの船名も北海道の旧国名となった。なお、石狩丸（初代）のように戦時中に起工され、終戦後も工事が続行された船を「続行船」と呼ぶことがある。

### 建造中の旅客用甲板室造設
青函航路は、1945年（昭和20年）7月14日の空襲で翔鳳丸型車載客船4隻を失い、自前の旅客輸送力は皆無となり、当時の国鉄であった運輸省鉄道総局は他航路連絡船の転属や他社船の傭船で、終戦直後の急増した旅客需要に対処する一方、迅速に実行できる旅客輸送力増強策として、戦後まで生き残ったW型青函丸、続行船として戦後竣工または建造中のW型青函丸とともに、当時建造中であった石狩丸の船橋楼甲板の本来の甲板室の前後に、3等のみ定員394名の旅客用甲板室（デッキハウス）を造設し、デッキハウス船と通称される客載車両渡船として1946年（昭和21年）7月6日竣工させた。しかし、石狩丸（初代）は竣工と同時に進駐軍専用船に指定されたため、一般旅客の輸送力増強の目論見は失敗、この指定はサンフランシスコ講和条約発効目前の1952年（昭和27年）4月1日に解除されるまで続いた。なおこの間、W型青函丸同様、ボイラーへの過熱機付加や高低圧2筒式タービンへの換装、発電機増設などの改良工事も行われた。このデッキハウス船化による乗船者数増のため、救命艇も前部デッキハウス屋上左舷に1隻、右舷に2隻、後部デッキハウス横の船橋楼甲板各舷2隻ずつの計7隻が懸架された。

### 進駐軍専用船
進駐軍専用船となったW型第十一青函丸・第十二青函丸とともに、進駐軍の命令により、1947年（昭和22年）4月には前部デッキハウス客室内の前側の右舷側半分を木製壁で区切って将官用の特別室とし、その左舷側半分はソファーとテーブルを置いて開放のラウンジとした。また将官用特別室の後ろに続く前部デッキハウス客室右舷側半分を長椅子ソファーと長テーブルを設置した食堂とし、その後ろの配膳室を拡張して厨房とした。前部デッキハウス客室左舷側は長椅子ソファーの椅子席で、後部デッキハウスは全て長椅子ソファーの椅子席であった。また前部、後部両デッキハウスとも船尾側左舷に男子用トイレ・洗面所、船尾側右舷に婦人用トイレ・洗面所が設置され、これらは全て洋式であった。
元設計のW型第十一青函丸・第十二青函丸は新造時よりボイラー5缶、煙突3本で、H型石狩丸（初代）はボイラー6缶、煙突4本で識別できたが、ともに前側煙突が細く、船首部の船型に差異はあったものの、両者はよく似ていた。またH型の車両甲板船尾開口部が2本の梁柱で3分割されていたため、開口部に梁柱のないW型と識別できた。
1946年（昭和21年）の石狩丸（初代）竣工の頃、GHQには大型船建造規制として、総トン数5,000トン未満、速力15ノット未満という不文律があり、従来からのW型の航海速力15.5ノットはこれに抵触するおそれがあったが、青森 - 函館間の通常の上り4時間40分、下り4時間30分運航では14.8ノット程度で定時運航可能なため、石狩丸（初代）ならびにそれ以降竣工の同等速力の青函連絡船は航海速力14.5ノットとされた。

## 十勝丸（初代）・渡島丸（初代）建造の経緯
1945年（昭和20年）7月14日と翌15日の空襲で、青函航路の貨車輸送の主力である車両渡船もその多くを喪失し、終戦時稼働できたのは第七青函丸と第八青函丸の2隻だけで、ともに「船体3年、エンジン1年」といわれた劣悪な船質のW型戦時標準船であった。その後、続行船の就航はあったものの、船質の劣悪さに変わりはなく、依然船腹不足で、それらを整備不良のまま酷使せざるを得ず、事故や故障が頻発し、稼働率は低迷を極める、という悪循環で、一向に貨車航送能力は回復しなかった。しかし、これは、北海道に駐留するアメリカ軍自身の物資輸送にも支障をきたすところとなり、1946年（昭和21年）7月、GHQ は青函航路用として車載客船4隻、車両渡船4隻の建造を許可した。そのうちの2隻の車両渡船が十勝丸（初代）と渡島丸（初代）で、H型戦時標準船の基本設計をほぼそのまま引き継ぎ、同じ三菱重工横浜造船所で建造された。

## 十勝丸（初代）・渡島丸（初代）の概要
この2隻は1946年（昭和21年）10月と12月に起工し、翌々年の1948年（昭和23年）4月と7月に就航した。両船ともデッキハウスを持たない車両渡船で、ボイラーも過熱器付きに戻り、戦時標準品ではない高低圧2筒式タービンを採用し、プロペラも互いに外転する通常の形に戻り、船底も二重底とした。主発電機は95kVA　2台と、当時の W型青函丸やH型石狩丸の新造時の50kVA　2台より増強されていたが、終戦間もないこの時期製造の機械部品は材質、工作とも依然不良で、後年取り換えられたものも多かった。旅客設備はないため、救命艇はW型H型の元設計に戻り、船橋楼甲板船尾寄りの両舷に1隻ずつ懸架された。
新造時の車両積載数は、石狩丸（初代）同様ワム換算42両とされたが、1952年（昭和27年）には、これも石狩丸（初代）同様ワム換算44両積載可能とされていた。
なお、石狩丸（初代）・十勝丸（初代）・渡島丸（初代）の3隻をH型船、または石狩丸型と呼ぶのが正式ではあるが、戦後新造のH型船　十勝丸（初代）・渡島丸（初代）の2隻を十勝丸型と呼ぶこともあれば、この2隻に戦後新造のW型船　北見丸・日高丸（初代）の2隻を加えた4隻をまとめて北見丸型と呼ぶこともあり、またデッキハウスを造設した石狩丸（初代）・第六青函丸・第七青函丸・第八青函丸・第十一青函丸・第十二青函丸の6隻をデッキハウス船と呼ぶこともあった。

## 石狩丸（初代）難航
1947年（昭和22年）12月12日は西高東低の気圧配置で、前日より強い西風を伴う猛吹雪が続き、全船運航見合わせしていた。石狩丸（初代）船長も出航見合わせを主張したが、占領下の当時は進駐軍函館RTO（Railway Transportation Office、鉄道輸送事務所）の出航命令には逆らえず、進駐軍専用の上り1202便として、進駐軍兵士115名、貨車38両、客車3両を積載して、函館第1岸壁を11時19分出航した。11時51分穴澗岬航過後南30度西に針路をとり14時19分、航程29海里で平館灯台北側の石埼無線標識を南25度東に測定したため、針路を南40度東に転針し平館海峡へ向かった。しかし17.4〜24.5mの強い西風を船尾から受け、船首が風に切れ上がって針路保持ができず、猛吹雪で視界もきかず、船体動揺も最大36度にも達したため、14時50分南70度西へ転針し、三厩湾への避難を決意した。しかし視界不良で陸岸への接近もできず、15時17分より投錨しないまま機関と舵を種々運転して船首を風上に向け、その場に留まる踟蹰航法（ちちゅうこうほう）を開始した。15時30分一瞬の晴れ間に竜飛埼灯台真方位80度3海里と船位測定した。踟蹰航法継続中の19時23分には左舷後方近距離に陸岸を視認、予想外の圧流のため、これ以上の踟蹰は擱坐の危険を伴うと判断し、19時30分に北70度東に針路をとり青森へ向かうことにした。しかし19時33分には強い追い風で針路維持できず、車両甲板への波の打ち込みもあり、北30度西に転針後三厩錨地仮泊を決断し、21時に一時視界確保された機会に、錨を引きずりながら前進し、錨が海底に触れた後直ちに投錨、21時35分三厩灯台真方位30度0.8海里水深18m地点に錨泊できた。翌12月13日8時15分抜錨し吹雪の中、石埼無線標識を測定しつつ9時33分平館灯台航過し、11時35分青森第1岸壁に到着できた。難航中は船上の進駐軍乗船隊長と函館RTOの間には頻繁な電報のやり取りがあり、陸奥湾に入って動揺の収まった船内では、進駐軍兵士が船橋や船員室まで押しかけ、無事を喜び、船員の労苦に感謝した。これ以降は函館RTOも船長判断を尊重するようになった。

## 渡島丸（初代）レーダーとストーカー装備

### 日本商船初のレーダー装備船
国鉄は運輸省鉄道総局時代の1947年（昭和22年）頃から、連絡船へのレーダー装備を繰り返しGHQに要望してきたが却下され続けた。しかし 1950年（昭和25年）4月、当時進駐軍専用船であったW型の第十二青函丸が濃霧の中、函館山のふもと、穴澗岬に擱坐し、甲板長が死亡するという事故が発生したのを契機に、ようやくGHQも青函連絡船全船へのレーダー装備を許可した。ちょうどこのタイミングで渡島丸（初代）が東日本重工横浜造船所へ入渠したため、1950年（昭和25年）9月、同船は商船としては日本初のレーダー装備船となって函館へ戻り、同年10月18日、電波監理局の検査を受け正式に運用を開始した。引き続き1951年（昭和26年）3月までに青函連絡船は順次全船にレーダーが装備されたが、レーダーの機種は、渡島丸（初代）を含む11隻にはスペリー　MK2が、石狩丸（初代）とW型の第十一・第十二青函丸の3隻にはRCA　CR-101が装備された。
その7年後、車載客船十和田丸（初代）就航により、洞爺丸沈没直後から3年近くその代船を務めた徳寿丸が1957年（昭和32年）9月から下関桟橋で係船されたのを機に、そのスペリーレーダーが石狩丸（初代）へ移設され、石狩丸（初代）のRCAレーダーは函館桟橋ハーバーレーダーとして活用された。

### 青函初のストーカー装備船
石炭焚き蒸気船のボイラー室での過酷な労働環境の改善と燃料節減を目的としたストーカー（自動給炭装置）の装備が、上記レーダー取付けと同じ1950年（昭和25年）9月の東日本重工横浜造船所への入渠時に行われた。このストーカーは御法川工場製下込め式ストーカーMT7型で、同工場製のストーカーは1939年（昭和14年）4月、三菱重工横浜造船所で竣工した近海郵船 永福丸（3,520.16総トン）の円缶に国産初のストーカーとして下込め式MT6型が装備され、以後太平洋戦争初期にかけ多数の実績を積んでいた。
当時のW型H型青函連絡船では、ボイラー室の船体中心線上に幅約2.5mの前後方向にのびる石炭庫が設置されており、石炭積込口はその頂部、車両甲板上の船体中心線上、船2・3番線間に設置され、線路上に押し込まれた無蓋貨車から石炭を石炭庫へ投入していた。石炭庫の両側には本体内径4.6m長さ2.6m、制限圧力16kg/cm2の標準2号乾燃室円缶が3缶ずつ計6缶設置され（W型青函丸では最前部は左右のいずれかを欠く5缶）、石炭庫は両側の2缶を受け持つよう3分割されていた。各ボイラーの焚口のある正面は、船首側のボイラーから順に船首側、船尾側、船首側を向いていた。ストーカー装備船では、各石炭庫の妻面下部の石炭取出し口から出る石炭をバケットエレベーターに載せ、ボイラー室中段まで上げ、さらに水平なスパイラルコンベアで側方へ移動し各ボイラー前に至った。各ボイラー内下部には3カ所ずつ内径1.1mの円筒形の火炉（ファーネス）があり、前面下部にはそれらの焚口があって、石炭はこれら焚口前に設置されたストーカーのコールホッパー内にコールシュートを経由して落とし込まれた。ここまでが補炭装置で2馬力交流誘導電動機で駆動された。ここからがストーカー本体で、ストーカーは火炉ごとに設置されたため、ボイラー1缶あたり3台の設置であった。石炭は船の前後方向に水平にボイラー焚口下を貫通する送炭スクリューでボイラー火炉内へ送り込まれたが、送炭スクリューは2馬力交流誘導電動機からVベルトとウォームギヤを介して駆動される鍛鋼製の角軸の送炭軸に鞘状にかぶせられていた。火炉には深さ35cm幅30cm程度の底を丸くしたV字断面の溝を中央に、その両側を溝縁堤防より5cm低い平面で構成した幅約1mのレトルトが樋状に挿入設置され、送炭スクリューは溝の底でその半周近くをレトルトの丸い溝底部に接触しながら回転して石炭を運び、溝斜面の上1/3と溝縁の堤防部分には多数の空気孔が開けられていた。このため、新しい石炭は上部が燃焼している石炭層の最下側へ送り込まれ、上部火層の熱を受け低温乾留され徐々に可燃ガスとタール蒸気を発散し、溝の側面の空気孔からの空気がこれら揮発分と混合し上部の赤熱火層を通過して完全燃焼し、乾留されコークス化した石炭もその後赤熱燃焼し、灰は堤防状部分の外側に貯留した。このように下込め式ストーカーでは完全燃焼するため、ばい煙が減るだけでなく、消費燃料も渡島丸（初代）では13.3%減らすことができた。
しかし、微粉分の多いぬれた石炭では補炭装置のバケットエレベーター囲壁やストーカー送炭スクリューに粉炭が付着して機能が著しく低下し、装備後約2年間はこれら関連の相次ぐ故障とその手直し改造に追われた。結局渡島丸（初代）では使用石炭を奔別炭と幌内炭に限定せざるを得なかったが、経済的には相当の好成績をあげた。
渡島丸（初代）のストーカーの最大の弱点は送炭軸で、常時回転する電動機の動きをラチェット機構で機械的にON OFFして間欠的に送炭軸を回して送炭量を調節していたが、このラチェット機構は故障が多く、また送炭軸自体の折損も少なくなかった。
これら弱点を克服するため、送炭軸の間欠駆動を電動機のスイッチの開閉による発停方式に変更し、送炭軸本体ならびに軸受も強化し、さらにレトルトの通風孔を空気抵抗の少ない形にした御法川式MT8型ストーカーが開発され、1958年（昭和33年）2月、まずW型の日高丸（初代）に、続いて同年9月に十勝丸（初代）に、1959年（昭和34年）6月には石狩丸（初代）に、同年8月には第十二青函丸、1960年（昭和35年）9月には第七青函丸に装備された。この改良型ストーカーMT8型では1缶あたりの送炭量がMT7型の毎時最大1,050kgから1,200kgに増大し蒸気発生能力が向上したため、場合によってはボイラー4缶でも定時運航ができるようになったほか、使用炭種も連絡船用炭（美唄、砂川、奔別、幌内、新幌内、茶志内の6炭種）ならいずれも使用可能となり、さらに低品位の羽幌炭の若干混用も推奨され、燃料費節減に寄与できた。

## 洞爺丸台風

### 十勝丸（初代）沈没
1954年（昭和29年）9月26日53便として14時20分貨車35両を積載し青森第3岸壁を出航、18時18分葛登支航過するも、有川桟橋強風により着岸不能のため、18時50分函館港防波堤外に投錨仮泊。19時20分頃より風速増大し車両甲板への海水打ち込み増大、機関運転再開。19時50分頃から機械室の排気通風筒からの海水打ち込みが始まり、その後その他の空気口からも浸水、20時頃からはボイラー室への浸水も始まり、機械室右舷出入口周縁からも激しい浸水あり、ビルジ貯留増加。20時15分頃から適宜ヒーリングポンプを使用して右舷傾斜を矯正した。20時30分頃には車両甲板上は60cmの海水滞留となった。21時頃には右舷40度左舷25度の動揺あり、21時過ぎには石炭取出口から海水と石炭が流出し右舷ボイラー焚火不能、22時頃には左舷ボイラーも焚火困難となり、22時15分には蒸気圧低下のため潤滑油ポンプが2台とも停止し、22時20分両舷主機停止、22時30分発電機停止し、22時45分頃機関室から退避。その後右舷への傾斜増大し、23時41分積載車両横転、23時43分、右舷へ横転沈没。乗組員76名中59名が死亡した。

### 石狩丸（初代）と渡島丸（初代）
石狩丸（初代）は1954年（昭和29年）9月26日1201便として11時00分青森第1岸壁を出航し、15時30分函館第1岸壁着岸予定であったが、そこには洞爺丸が出航見合わせ停泊中で、第2岸壁には先船の5便大雪丸（初代）が着岸用意中のため、15時40分防波堤外に投錨待機した。17時25分の大雪丸（初代）沖出しを待って17時45分抜錨し防波堤内へ、しかしその頃から南南西の風が強くなり、第2岸壁着岸時には岸壁側から強風を受けながら補助汽船5隻で船体を押し、18時40分かろうじて着岸、通常係留索6本取るところ9本取った。しかしその後、風はさらに強まり、船体動揺激しく、旅客の下船はできたものの、貨車引き出し作業は難渋、やがて係留索が次々と切断されたため、補助汽船3隻で船体を岸壁側に押したが力およばず、20時15分　船内に貨車21両を残したまま自然離岸してしまった。直ちに機関運転開始し20時25分防波堤内第2航路上に錨泊する形となり沈没は免れた。
渡島丸（初代）は9月26日62便として10時55分函館第3岸壁を出航、12時40分、強い東風を受け、船長自ら無線電話で「風速25m、波8うねり6、動揺22度、針路南東で難航中」と発信、難航しながらも45分遅れで16時20分青森第1岸壁着、以後運航休止し船体損傷はなかった。

### 車両渡船沈没の原因と対策
洞爺丸台風当夜の函館湾の波の高さは6m、波周期9秒、波長約120mと推定され、当時の青函連絡船の水線長115.5mより僅かに長く、このような条件下では、たとえ船首を風上に向けていても、前方から来た波に船首が持ち上げられた縦揺れ状態のとき、下がった船尾は波の谷間の向こう側の波の斜面に深く突っ込んでしまい、その勢いで海水が車両甲板船尾の一段低くなったエプロン上にまくれ込んで車両甲板上に流入、船尾が上がると、その海水は船首方向へ流れ込み、次に船尾が下がっても、この海水は前回と同様のメカニズムで船尾から流入する海水と衝突して流出できず、やがて車両甲板上に海水が滞留してしまうことが事故後の模型実験で判明した。
その滞留量は、十勝丸模型による水槽実験では、貨車満載状態で、停泊中であれば、波高6m、波周期9秒で400トンに達し、波高7m、波周期9秒では転覆した。また、波周期が9秒より短くても長くても、車両甲板への海水流入量は急激に減少することも判明した。これらより、車両甲板全幅が車両格納所となっている車両渡船では、車両甲板上に滞留した海水が傾いた側の舷側まですばやく流れるため、貨車満載状態で停泊中であれば、波周期9秒、波高6mが転覆するか否かの臨界点で、波高6.5mでは海水滞留だけで転覆してしまうとされた。さらに、石炭焚き蒸気船では、石炭積込口など、車両甲板から機関室（機械室・ボイラー室）への開口部が多数あり、これらの閉鎖が不完全で、滞留した海水が機関室へ流入して機関停止し、操船不能となったことも沈没の要因とされた。
これらの浸水に対しては、車両甲板面の機関室への開口部の水密性を確保のうえ、車両甲板船尾舷側外板下部に多数の放水口を設置して、車両甲板上に流入した海水を迅速に船外へ流出させることで、船尾扉なしでも十分安全なことが模型実験で明らかとなった。このため洞爺丸事件後急遽建造され、1955年（昭和30年）9月に竣工した車両渡船檜山丸（初代）ではこの方式が採用され、十勝丸（初代）もこの方式で修復工事が進められた。

### 十勝丸（初代）修復工事
十勝丸（初代）は1955年（昭和30年）9月20日引き揚げられ、11月20日に飯野重工舞鶴造船所へ入り修復工事を受けた。車両甲板より上を喪失しており、これら喪失部分は全くの新造となった。車両甲板は檜山丸型にならい、レールを薄い鋼板を介して車両甲板に溶接することで枕木を廃し、その分、軌道面を下げて車両甲板から船橋楼甲板までの高さを従来より20cm低い4.8mとし、さらに甲板室も、従来遊歩甲板にあった高級船員室の一部を船橋楼甲板へ下げ、重心の低下を図る一方、無線通信室は檜山丸型同様、操舵室との連携を考慮し、遊歩甲板から1層上げて、操舵室後ろに隣接配置された。また従来、車両甲板外舷上部にあった通風採光用の開口部は廃止され、船橋楼甲板船尾両舷の救命艇ボートダビットには、ブレーキを外すだけで救命艇が自重で舷外に振り出される重力型ボートダビットが採用された。損傷の激しかった船尾部修復に際し、従来の1枚舵から操縦性の良い2枚舵に変更されたが、檜山丸型同様、2枚の舵は機械的につながっており、左右別々に動かすことはできなかった。これを動かす操舵機も、従来の汽動式から、檜山丸型と同じ電動油圧式に変更された。この操舵機は2台の7.5kW かご形三相交流誘導電動機駆動アキシャルプランジャ式可変吐出量型油圧ポンプ（ジャネーポンプ）で造る油圧で、舵を動かす油圧シリンダーのピストンを駆動するものであった。交流電源喪失時に備え、蓄電池を電源とする7.5kW直流電動機1台を手動クラッチを介して片方の交流電動機に接続できるよう設置し、交流電源喪失時には、これで1台の油圧ポンプが駆動され、動力操舵が維持された。
船体を区分する隔壁は、従来、船底から車両甲板までであった船首隔壁が船橋楼甲板まで伸ばされ、車両甲板下の水密区画も、前後方向最長のボイラー室水密区画を前後に分割する水密隔壁が増設され、水密隔壁9枚、水密区画10区画となった。従来から、ボイラー室、機械室、車軸室、操舵機室の間の3枚の水密隔壁には、交通のための開口部が設けられ、非常時にこれらを閉鎖する手動式水密辷戸が設置されていたが、増設された前後部ボイラー室間の水密隔壁にも水密辷戸が設置され、計4ヵ所となった。この開閉を手動式から、操舵室からも遠隔操作で開閉可能な電動式に機能向上されたが、1955年（昭和30年）5月11日に発生した紫雲丸事件を受け、機械室の前後（後部ボイラー室と機械室の間、機械室と車軸室の間）には、発電機が止まっても蓄電池で駆動できる直流電動機直接駆動方式水密辷戸が設置され、残り2ヵ所は檜山丸型と同じ交流電動機直接駆動方式水密辷戸が採用された。
車両甲板面の水密性向上のため、車両甲板の石炭積込口を含む機関室への開口部の敷居の高さを61cm以上に嵩上げのうえ、鋼製の防水蓋や防水扉が設置され、さらに車両甲板から機関室への通風口も閉鎖され電動通風とした。このため発電機も250kVA　2台に増強のうえ、容易に水没しないよう機械室中段に設置された。このような車両甲板面水密化対策をしたうえで、檜山丸（初代）にならい、車両甲板船尾舷側外板下部に放水口が多数設置され、船尾扉の設置は行われなかった。また従来のH型船の特徴であった船尾開口部梁柱も設置されなかった。
操舵室を含む甲板室前面は各層とも前方に丸みを持たせ、一層ごと後退する形とし、外舷上部も白く塗装されたため、檜山丸型を4本煙突にしたような印象となったが、船尾の入渠甲板は設置されず、後部マストは従来通りの3本足トラスで復元された。車両積載数はワム44両のままで、1956年（昭和31年）8月31日 再就航した。

### 石狩丸（初代）と渡島丸（初代）の改良工事
沈没を免れたこれら2隻でも、十勝丸（初代）と同様、救命艇ボートダビットの重力型への交換、車両甲板船尾舷側外板下部への放水口設置、車両甲板面の水密性向上工事、発電機の250kVA　2台への増強工事などが行われたが、車両甲板全幅にわたる広い車両格納所を持ち、かつ船橋楼甲板上にも客室を持つ客載車両渡船（デッキハウス船）の石狩丸（初代）では、これだけでは十分な復原性を確保できないことが判明したため、 1958年（昭和33年）7月、放水口設置と同時にデッキハウスを撤去し、本来の車両渡船に戻され、さらに1959年（昭和34年）6月、二重底化工事も施工された。
車両甲板下はW型船同様8枚の水密隔壁で9水密区画に区切られ、ボイラー室、機械室、車軸室、操舵機室間の3枚の水密隔壁に手動式水密辷戸が3ヵ所設置されていたが、このうち機械室の前後の水密隔壁の水密辷戸2ヵ所のみ、修復された十勝丸（初代）同様、蓄電池で駆動する直流電動機直接駆動方式水密辷戸が設置されたが、残り1ヵ所は手動式のまま残された。なお、両船とも車両甲板外舷上部の通風採光用の開口部は、これら一連の改良工事でも閉鎖されず、終航まで残った。

### 函館第2岸壁の延伸
函館第2岸壁は全長110.28mの翔鳳丸型がちょうど収まるよう全長108mで建設されていた。しかし、その後建造された船はどんどん長くなり、全長118.00mの石狩丸（初代）が船首を突き出して同岸壁に停泊中、洞爺丸台風の強風で係留索が切られ自然離岸してしまったことから、余裕をもって停泊できるよう、1959年（昭和34年）沖側へ40m延伸され148mとなった。

## 貨車海中投棄試験と蒸気タービン船の終焉
津軽丸型当初計画の6隻の就航を見届けた1965年（昭和40年）8月31日と9月30日、渡島丸（初代）と石狩丸（初代）が順次終航した。この前年の12月3日の第八青函丸終航直後の試験に引き続き、やはり終航直後の渡島丸（初代）を使い、1965年（昭和40年）9月4日、水中傘使用による貨車海中投棄試験が実施された。この試験の成功により、既に就航していた船も含め、車両甲板船尾端、エプロン甲板との段差部分に、貨車引き出し投棄用の水中傘を格納するようになった。
十勝丸（初代）は1970年（昭和45年）3月31日、日高丸（2代）就航を前に国鉄連絡船最後の蒸気タービン船として勇退した。

## 沿革

### 石狩丸（初代）
- 1945年（昭和20年）3月1日 - 起工（三菱重工横浜造船所）
- 1946年（昭和21年）7月6日 - 竣工
- 1946年（昭和21年）7月23日 - 就航、進駐軍専用船指定
- 1947年（昭和22年）
  - 4月 - 前部デッキハウスに進駐軍用供食設備と将官室設置[30]
  - 12月12日 -【石狩丸難航】吹雪を伴う強い西風の中　進駐軍函館RTO の命令で11時19分函館を出航、難航のすえ三厩湾錨泊後、翌日青森着
- 1949年（昭和24年）3月 - 主機換装（三菱神戸式1段減速歯車付衝動反動タービン2,250軸馬力2台）、発電機増設50kVA　2台から3台へ（三菱重工横浜造船所）[106]
- 1950年（昭和25年） 12月2日 - レーダー装備[57]
- 1951年（昭和26年） 4月29日 - 沖停泊中発電機始動時タービン爆裂し操缶手死亡[2]
- 1952年（昭和27年） 4月1日 - サンフランシスコ講和条約発効による占領終了を前に、進駐軍専用船指定解除
- 1954年（昭和29年）
  - 9月26日 - 洞爺丸台風来襲の日、青森第1岸壁11時00分発の1201便とし函館港防波堤外で沖待ちの後、強風の中18時40分函館第2岸壁へ着岸した。しかしさらに強まった風で係留索は切断され、20時15分自然離岸し、20時25分防波堤内第2航路上に錨泊する形となり沈没を免れた[79][81]。
  - 9月28日 - 変80便（函館第1岸壁16時40分発　青森第1岸壁21時50分着）で復帰[107]
- 1957年（昭和32年）2月 - ボートダビット取替（函館ドック）[108]
- 1958年（昭和33年）7月 - デッキハウス撤去、車両甲板放水口設置、客載車両渡船から車両渡船に改造、総トン数2,913.1トンとなる（函館ドック）[100][109]
- 1959年（昭和34年）6月 - ストーカー装備[110][72]、二重底化改造（函館ドック）[101]
- 1965年（昭和40年）
  - 9月30日 - 211便（青森第3岸壁定刻57分遅れの16時57分発　函館定刻20時30分着のところ有川桟橋うねり強く沖待ちの後　函館第3岸壁10月1日8時01分着）にて終航[111][112]。
  - 11月27日 - 三菱商事に売却[113]

### 十勝丸（初代）
- 1946年（昭和21年）10月1日 - 起工（三菱重工横浜造船所）
- 1948年（昭和23年）
  - 3月15日 - 竣工
  - 4月7日 - 就航
  - 9月17日 - アイオン台風による風水害で岩手県内の山田線が全線にわたり寸断され、復旧のめども立たず、宮古付近に数多くの機関車や貨車が取り残された。
  - 11月9日 - 検査工事のため三菱重工横浜造船所への回航途中、宮古港で接岸試験施行。
- 1949年（昭和24年）
  - 2月14日23時 - 函館出航（第1次航海）
  - 2月15日12時20分 - 宮古港着、
  - 2月16日0時45分〜0時50分 - 低潮時に仮設可動橋を用い貨車20両積込みに成功、20時 - 宮古港発
  - 2月17日13時10分 - 青森着
  - 2月18日14時55分 - 青森発（第2次航海）
  - 2月19日6時30分 - 宮古港外着、18時 - 着岸
  - 2月20日5時30分〜10時09分 - 機関車4両積込み、18時 - 宮古港発
  - 2月21日10時30分 - 青森着
  - 2月22日13時55分 - 青森発（第3次航海）
  - 2月23日6時30分 - 宮古港外着、8時10分 - 着岸、10時〜10時25分 - 機関車4両積込み、20時55分 - 宮古港発
  - 2月24日 - 青森着
  - 2月26日14時55分 - 青森発（第4次航海）
  - 2月27日7時25分 - 宮古港着、9時50分〜10時08分 - 貨車22両積込み、11時10分 - 港外錨泊、荒天のため出港見合わせ
  - 3月2日5時 - 宮古港発、20時 - 青森着
  - 3月4日14時 - 青森発（第5次航海）
  - 3月5日7時 - 宮古港外着、10時45分〜10時53分 - 貨車13両積込み、16時 - 港外錨泊、
  - 3月6日13時 - 宮古港発
  - 3月7日5時30分 - 青森着　以上5回の航海で機関車8両、貨車55両を搬出した[114]。
- 1950年（昭和25年）9月15日 - キジア台風来襲時、59便として4時10分函館第3岸壁着岸、東南東の風7mで波もなく貨車積卸し作業中、4時30分頃より15〜18mの突風が吹き始め、5時頃には南南西25m、突風33mとなり波も出てきたため船体動揺激しく、5時40分、貨車積み作業中止し2線分の貨車積載で急遽離岸、波高く港内外とも錨泊不能と判断し、以後約3時間防波堤外で踟蹰、船体ローリング34〜35度にも達したが、機関室への浸水はなくボイラー焚火も継続でき、8時33分港内へ戻り投錨した[115][116]。
- 1951年（昭和26年）3月27日 - レーダー装備[57]
- 1954年（昭和29年）
  - 9月26日 - 洞爺丸台風来襲の日、青森第3岸壁14時20分発の53便として運航中、有川桟橋強風により着岸不能のため、18時50分函館港防波堤外に錨泊し、船首を風に立てて船位維持に努めたが、19時20分頃から始まった激しい縦揺れによる車両甲板船尾開口部からの海水浸入が、やがてボイラー室、機械室へも流れ込み22時20分には主機停止し23時43分右舷へ転覆沈没した[74]。
  - 11月10日 - 船体浮揚作業開始[117]
- 1955年（昭和30年）
  - 9月20日 - 船体浮揚[118]
  - 11月20日 - 修復工事着工（飯野重工舞鶴造船所）
- 1956年（昭和31年）
  - 8月21日 - 修復工事完工、車両甲板より上部を新造、舵を2枚舵とした　総トン数3048.4トン　車両積載数　ワム44両
  - 8月26日 - 9時　舞鶴出港[119]
  - 8月27日 - 20時05　函館港沖着[120]
  - 8月31日 - 函館第2岸壁可動橋接合試験（8時00分～10時01分）函館第3岸壁可動橋接合試験（11時55分～14時30分）函館第4岸壁可動橋接合試験（15時10分～20時20分）後変24便で再就航[121]
  - 9月1日 - 0時40分青森港沖着　青森第3岸壁可動橋接合試験（7時31分～9時08分）青森第2岸壁可動橋接合試験（10時33分～11時30分）青森第1岸壁可動橋接合試験（11時50分～14時30分）後23便で19時00分函館第2岸壁着[122]
- 1958年（昭和33年）9月 - ストーカー装備（函館ドック）[123][72]
- 1970年（昭和45年）
  - 3月31日 - 67便（青森第3岸壁定刻20時10分のところ20時26分発　函館第3岸壁定刻4月1日0時40分着のところ1時05分着）にて終航、これにより青函連絡船から蒸気タービン船は姿を消した[124]。
  - 4月1日23時43分 - 室蘭港へ向け出航[124]
  - 4月2日8時25分 - 室蘭港着岸　係船[125][124]。
  - 8月28日 - 佐野安商事へ売却[126]
  - 9月7日 - 室蘭港から大阪に向け曳航されて出航[127][128]

### 渡島丸（初代）
- 1946年（昭和21年）12月10日 - 起工（三菱重工横浜造船所）
- 1948年（昭和23年）
  - 7月10日 - 竣工
  - 7月26日 - 就航
- 1950年（昭和25年）
  - 9月 - 日本の商船で初めてとなるレーダー装備[55]、ストーカー装備（東日本重工横浜造船所）[129][72]
  - 10月18日 - 電波監理局の検査を受けレーダー正式運用開始[56]
- 1952年（昭和27年）8月 - 後部鏡板亀裂あり6号缶新替（三菱日本重工横浜造船所）[130][72]
- 1954年（昭和29年）
  - 9月26日 - 62便として函館第3岸壁を10時55分出航し、強風高波の中難航しながら45分遅れの16時20分青森第1岸壁到着、以後停泊で難を免れた。
  - 9月27日 - 洞爺丸台風後の再開第2便として、遅れ61便（青森第1岸壁8時30分発　函館第1岸壁14時10分着）で運航再開[131]
- 1956年（昭和31年）2月 - ボートダビット取替え（函館ドック）[108]
- 1956年（昭和31年）10月 - 車両甲板放水口設置（函館ドック）
- 1965年（昭和40年）
  - 8月31日 - 111便（青森第3岸壁21時10分発　函館第4岸壁9月1日1時40分着）にて終航[132]
  - 9月4日 - 貨車海中投棄試験[133]
  - 11月19日 - 久保忠義に売却[126]

## 石狩丸型一覧表
|                   | 石狩丸（初代）                                           | 石狩丸（初代）                                           | 石狩丸（初代）                                           | 十勝丸（初代）                               | 十勝丸（初代）                               | 十勝丸（初代）                               | 渡島丸（初代）                         | 渡島丸（初代）                         | 渡島丸（初代）                         |
| 概歴              | 概歴                                                     | 概歴                                                     | 概歴                                                     | 概歴                                         | 概歴                                         | 概歴                                         | 概歴                                   | 概歴                                   | 概歴                                   |
| ----------------- | -------------------------------------------------------- | -------------------------------------------------------- | -------------------------------------------------------- | -------------------------------------------- | -------------------------------------------- | -------------------------------------------- | -------------------------------------- | -------------------------------------- | -------------------------------------- |
| 建造所            | 三菱重工横浜造船所                                       | 三菱重工横浜造船所                                       | 三菱重工横浜造船所                                       | 三菱重工横浜造船所                           | 三菱重工横浜造船所                           | 三菱重工横浜造船所                           | 三菱重工横浜造船所                     | 三菱重工横浜造船所                     | 三菱重工横浜造船所                     |
| 起工              | 1945年（昭和20年）3月1日                                 | 1945年（昭和20年）3月1日                                 | 1945年（昭和20年）3月1日                                 | 1946年（昭和21年）10月1日                    | 1946年（昭和21年）10月1日                    | 1946年（昭和21年）10月1日                    | 1946年（昭和21年）12月10日             | 1946年（昭和21年）12月10日             | 1946年（昭和21年）12月10日             |
| 進水              | 1946年（昭和21年）3月15日                                | 1946年（昭和21年）3月15日                                | 1946年（昭和21年）3月15日                                | 1947年（昭和22年）3月22日                    | 1947年（昭和22年）3月22日                    | 1947年（昭和22年）3月22日                    | 1947年（昭和22年）7月30日              | 1947年（昭和22年）7月30日              | 1947年（昭和22年）7月30日              |
| 竣工              | 1946年（昭和21年）7月6日                                 | 1946年（昭和21年）7月6日                                 | 1946年（昭和21年）7月6日                                 | 1948年（昭和23年）3月15日                    | 1948年（昭和23年）3月15日                    | 1948年（昭和23年）3月15日                    | 1948年（昭和23年）7月10日              | 1948年（昭和23年）7月10日              | 1948年（昭和23年）7月10日              |
| 就航              | 1946年（昭和21年）7月23日                                | 1946年（昭和21年）7月23日                                | 1946年（昭和21年）7月23日                                | 1948年（昭和23年）4月7日                     | 1948年（昭和23年）4月7日                     | 1948年（昭和23年）4月7日                     | 1948年（昭和23年）7月26日              | 1948年（昭和23年）7月26日              | 1948年（昭和23年）7月26日              |
| 終航              | 1965年（昭和40年）9月30日                                | 1965年（昭和40年）9月30日                                | 1965年（昭和40年）9月30日                                | 1970年（昭和45年）3月31日                    | 1970年（昭和45年）3月31日                    | 1970年（昭和45年）3月31日                    | 1965年（昭和40年）8月31日              | 1965年（昭和40年）8月31日              | 1965年（昭和40年）8月31日              |
| 要目（新造時）    |                                                          |                                                          |                                                          |                                              |                                              |                                              |                                        |                                        |                                        |
| 船種              | 客載車両渡船                                             | 客載車両渡船                                             | 客載車両渡船                                             | 車両渡船                                     | 車両渡船                                     | 車両渡船                                     | 車両渡船                               | 車両渡船                               | 車両渡船                               |
| 総トン数          | 3,146.32トン                                             | 3,146.32トン                                             | 3,146.32トン                                             | 2,911.77トン                                 | 2,911.77トン                                 | 2,911.77トン                                 | 2,911.81トン                           | 2,911.81トン                           | 2,911.81トン                           |
| 全長              | 118.00m                                                  | 118.00m                                                  | 118.00m                                                  | 118.00m                                      | 118.00m                                      | 118.00m                                      | 118.00m                                | 118.00m                                | 118.00m                                |
| 垂線間長          | 113.20m                                                  | 113.20m                                                  | 113.20m                                                  | 113.20m                                      | 113.20m                                      | 113.20m                                      | 113.20m                                | 113.20m                                | 113.20m                                |
| 幅（型）          | 15.85m                                                   | 15.85m                                                   | 15.85m                                                   | 15.85m                                       | 15.85m                                       | 15.85m                                       | 15.85m                                 | 15.85m                                 | 15.85m                                 |
| 深さ（型）        | 6.80m                                                    | 6.80m                                                    | 6.80m                                                    | 6.80m                                        | 6.80m                                        | 6.80m                                        | 6.80m                                  | 6.80m                                  | 6.80m                                  |
| 満載喫水          | 5.00m                                                    | 5.00m                                                    | 5.00m                                                    | 5.00m                                        | 5.00m                                        | 5.00m                                        | 5.00m                                  | 5.00m                                  | 5.00m                                  |
| ボイラー （台数） | 乾燃室円缶（ 過熱器なし）（6）                           | 乾燃室円缶（ 過熱器なし）（6）                           | 乾燃室円缶（ 過熱器なし）（6）                           | 乾燃室円缶（6）                              | 乾燃室円缶（6）                              | 乾燃室円缶（6）                              | 乾燃室円缶（6）                        | 乾燃室円缶（6）                        | 乾燃室円缶（6）                        |
| 主機械 （台数）   | 日立製作所製2段減速歯車付戦時標準甲25型衝動タービン（2） | 日立製作所製2段減速歯車付戦時標準甲25型衝動タービン（2） | 日立製作所製2段減速歯車付戦時標準甲25型衝動タービン（2） | 三菱神戸式1段減速歯車付衝動反動タービン（2） | 三菱神戸式1段減速歯車付衝動反動タービン（2） | 三菱神戸式1段減速歯車付衝動反動タービン（2） | 石川島式2段減速歯車付衝動タービン（2） | 石川島式2段減速歯車付衝動タービン（2） | 石川島式2段減速歯車付衝動タービン（2） |
| 公試最大出力      | 4,645軸馬力                                              | 4,645軸馬力                                              | 4,645軸馬力                                              | 5,445軸馬力                                  | 5,445軸馬力                                  | 5,445軸馬力                                  | 5,665軸馬力                            | 5,665軸馬力                            | 5,665軸馬力                            |
| 定格出力          | 2,000軸馬力×2                                            | 2,000軸馬力×2                                            | 2,000軸馬力×2                                            | 2,250軸馬力×2                                | 2,250軸馬力×2                                | 2,250軸馬力×2                                | 2,250軸馬力×2                          | 2,250軸馬力×2                          | 2,250軸馬力×2                          |
| 公試最大速力      | 16.91ノット                                              | 16.91ノット                                              | 16.91ノット                                              | 17.09ノット                                  | 17.09ノット                                  | 17.09ノット                                  | 17.17ノット                            | 17.17ノット                            | 17.17ノット                            |
| 航海速力          | 14.5ノット                                               | 14.5ノット                                               | 14.5ノット                                               | 14.5ノット                                   | 14.5ノット                                   | 14.5ノット                                   | 14.5ノット                             | 14.5ノット                             | 14.5ノット                             |
| 旅客定員          | 394名                                                    | 394名                                                    | 394名                                                    |                                              |                                              |                                              |                                        |                                        |                                        |
| 貨車積載数        | ワム換算42両                                             | ワム換算42両                                             | ワム換算42両                                             | ワム換算42両                                 | ワム換算42両                                 | ワム換算42両                                 | ワム換算42両                           | ワム換算42両                           | ワム換算42両                           |
| 船名符字          | JWSZ（JIZE）                                             | JWSZ（JIZE）                                             | JWSZ（JIZE）                                             | JGUD                                         | JGUD                                         | JGUD                                         | JDSQ                                   | JDSQ                                   | JDSQ                                   |
|                   | 石狩丸（初代）                                           | 石狩丸（初代）                                           | 石狩丸（初代）                                           | 十勝丸（初代）                               | 十勝丸（初代）                               | 十勝丸（初代）                               | 渡島丸（初代）                         | 渡島丸（初代）                         | 渡島丸（初代）                         |